# Bohumil Mudra
Bohumil Mudra (26. července 1938 – prosinec 2017) byl český fotbalový obránce. Jeho otec Bohumil Mudra byl také prvoligovým fotbalistou Viktorie Plzeň.

## Fotbalová kariéra
V československé lize hrál za Spartak/Škodu Plzeň. Gól nedal.

## Ligová bilance
| Ročník                                   | Zápasy | Góly | Minuty | Klub          |
| ---------------------------------------- | ------ | ---- | ------ | ------------- |
| 1. československá fotbalová liga 1961/62 | 26     | 0    | 2 340  | Spartak Plzeň |
| 1. československá fotbalová liga 1962/63 | 25     | 0    | 2 213  | Spartak Plzeň |
| 1. československá fotbalová liga 1967/68 | 15     | 0    | 1 219  | Škoda Plzeň   |
| CELKEM I. LIGA                           | 66     | 0    | 5 772  |               |